# Острів Зустрічей
О́стрів Зу́стрічей (рос. Остров Встреч) — невеликий острів у морі Лаптєвих, є частиною островів Петра. Територіально відноситься до Красноярського краю, Росія.
Висота острова до 7 м на півночі. Розташований біля східного узбережжя півострова Таймир на північ від острова Північного, від якого відмежований вузькою протокою. Зі сходу острів омивається Подвійною бухтою, на заході — бухтою Єрмак. Крайня північна точка — Маячний мис.
Острів має неправильну порізану форму, витягнутий із півночі на південь. На північному сході розташована довга піщана коса. Вкритий болотами, оточений мілинами.
Відкритий В. В. Прончищевим в 1736 році.
| Росія | Це незавершена стаття з географії Росії. Ви можете допомогти проєкту, виправивши або дописавши її. |

1. ↑  GEOnet Names Server — 2018.